# Ossubtus xinguense
Ossubtus xinguense, unica specie del genere Ossubtus, è un pesce d'acqua dolce appartenente alla famiglia Characidae, sottofamiglia Serrasalminae.

## Distribuzione e habitat
Questa specie è diffusa in Brasile, nel bacino idrografico del fiume Xingu.

## Descrizione
Presenta un corpo ampio, molto compresso ai fianchi, con profilo dorsale alquanto convesso e ventre meno pronunciato. La bocca è piccola e rivolta verso il basso, atta alla dieta vegetariana della specie. Le pinne sono ampie e sottili, la pinna caudale è bilobata. La livrea presenta un fondo grigio rosato con riflessi metallici e delle screziature brune più o meno visibili. Le pinne variano dal bianco grigio al bruno antracite.

RAggiunge una lunghezza massima di 17 cm.

## Etologia
Le femmine sono molto aggressive tra loro: vivono in piccoli gruppi composti da una femmina e alcuni maschi.

## Alimentazione
Ha dieta erbivora: si nutre di alghe filamentose e macrofite. Allevato in cattività si nutre anche di gamberi e cibi secchi.

## Pesca
O. xinguense è pescata nei luoghi d'origine per l'alimentazione umana.

## Acquariofilia
Non vi è un mercato mondiale per l'acquariofilia: questa specie è allevata soltanto da pochi appassionati.